# Línea 3 (Paraná)
Línea 3 es una línea de transporte urbano de pasajeros de la ciudad de Paraná, Argentina. El servicio está actualmente operado por Buses Paraná U.T.E. (ERSA Urbano/Mariano Moreno S.R.L.). Esta línea pertenece al Grupo 1.

## Historia
La línea original se fundó en 1938, salía desde los Cuarteles del Ejército hasta el Balneario Thompson. Funcionó un tiempo, pero fue perdiendo a los propietarios y choferes de los coches, hasta que quedó uno solo y dejó de prestar servicio. 
Entre 1962 y 1974, luego de la clausura de los tranvías y subsecuente creación de recorridos de colectivos para reemplazarlos, el servicio de la línea 3 fue prestado por la empresa Coop. de Transporte y Vivienda "Martín Fierro", la cual luego se dividió y convirtió en Independencia S.R.L. Ésta fue la prestataria hasta 1998, la cual sufría muchísimo la crisis y antes de declarar la quiebra, fue absorbida por Mariano Moreno S.R.L.
En 2018, eliminó su recorrido original por El Pingo - Cementerio y extendió su cabecera desde Barrio Yatay a Escuela de Policía por Avda. Don Bosco. 

## Recorrido
Nuevo recorrido vigente desde 20/01/2025. Elimina su paso por toda Avda. Don Bosco, Rondeau, Fraternidad, Escuela de Policía, Blas Parera y es reemplazada por la línea 16 que continúa hasta Barrio Hernandarias. Retrotrae su cabecera a zona del Rectorado de UADER y Barrio Villa Yatay.

### Ramal Único: Barrio Anacleto Medina - Toscanini y Fco. Soler
Ida: Desde Luis Palma y Los Chanas, Los Chanas, Facundo, Los Jacarandaes, Gral. Galán, Selva de Montiel, J. M. Gutiérrez, Quesada, 23 de Marzo, Eva Perón, Gral. Alvarado, Avda. Ejército, Monte Caseros, Enrique Carbó, Gral. Belgrano, Salta, Colón, Av. Gral Francisco Ramírez, Arturo Toscanini hasta Francisco Soler.
Vuelta: Desde Soler y Toscanini, Soler, Fraternidad, Fraternidad, Nogoyá, La Rioja, Pte. A. Illia, Gualeguaychú, Bavio, Pellegrini, Bv. Perette, Avda. Ejército, Gral. Alvarado, Eva Perón, Monseñor D'Andrea, Quesada, J. M. Gutiérrez, Selva de Montiel, Gral. Galán, Los Jacarandaes, Facundo, Los Chanas hasta Luis Palma.
- Longitud: 21,3km

## Puntos de interés del recorrido
- Barrio Anacleto Medina
- Escuela Integral N°21 "Celia Ortíz de Montoya"
- Centro de Educación Física N° 5
- Antena de Comunicaciones LT14
- Hospital Militar Regional Paraná "Dr. Francisco Soler"
- Estación del Ferrocarril Gral. Urquiza (a 100 mts.)
- Club Centro Juventud Sionista
- Casa de la Cultura de Entre Ríos
- Escuela N°5 "Manuel Belgrano"
- Jefatura P.E.R. - Departamental Paraná
- Plaza Alberdi
- Sede Rectorado UADER
- Parque Escolar "Enrique Berduc"
- Sede Club A. Belgrano
- Hospital Infantil San Roque
- Hospital San Martín (a 200 mts.)
- Peatonal Gral. San Martín
- Shopping La Paz
- Supermercado COTO
- Estadio Club A. Peñarol (a 100 mts.)

## Paradas
Horarios actualizados a febrero de 2024 «Horarios Línea 3»., Paradas actualizadas a enero de 2025 «Recorrido Línea 3».
IDA:
- 01 - Los Chanas y Luis Palma (Barrio Anacleto Medina Sur)
- 02 - Los Chanas y San Antonio Gianelli
- 03 - Los Chanas y Facundo
- 04 - Facundo y Juan Facundo Vives
- 05 - Los Jacarandaes y Gral. Galán
- 06 - Gral. Galán entre Los Ceibos y Los Talas
- 07 - Gral. Galán y Selva de Montiel
- 08 - Selva de Montiel y J. M. Gutiérrez
- 09 - J. M. Gutiérrez y Andrés Lamas
- 10 - J. M. Gutiérrez y Vicente Quesada
- 11 - 23 de Marzo a metros de Vicente Quesada
- 12 - Eva Duarte y Mar del Plata
- 13 - Gral. Alvarado entre Cnel. Pirán e Hilario de la Quintana (Centro de Educación Física N°5 - Polideportivo Ejército)
- 14 - Avda. Ejército y Juan O'Brien
- 15 - Avda. Ejército y J. M. Gutiérrez
- 16 - Avda. Ejército y Gral. Galán
- 17 - Avda. Ejército y Pronunciamiento
- 18 - Monte Caseros y Feliciano
- 19 - Monte Caseros entre Enrique Carbó y Villaguay
- 20 - Enrique Carbó y 9 de Julio
- 21 - Gral. Belgrano pasando Gualeguaychú
- 22 - Salta entre Andrés Pazos y Gral. Urquiza (Plaza "del Bombero" Alberdi)
- 23 - Salta y La Paz (Hospital Infantil San Roque)
- 24 - Colón y La Rioja
- 25 - Colón y Misiones
- 26 - Avda. Francisco Ramírez y Vicente del Castillo
- 27 - Avda. Francisco Ramírez y Arturo Toscanini (Rectorado de UADER)
- 28 - Arturo Toscanini y Francisco Soler - Barrio Villa Yatay

VUELTA:
- 01 - Arturo Toscanini y Francisco Soler (Barrio Villa Yatay)
- 02 - Francisco Soler y Fraternidad
- 03 - Fraternidad y Brasil
- 04 - Nogoyá y San Luis
- 05 - Nogoyá y La Rioja (Parque Escolar "Enrique Berduc")
- 06 - La Rioja y La Paz (Hospital Infantil San Roque)
- 07 - La Rioja y Uruguay
- 08 - La Rioja entre Andrés Pazos y Gral. Urquiza (Plaza "del Bombero" Alberdi / Facultad Cs. Económicas)
- 09 - Pte. Arturo Illia y Leandro N. Além
- 10 - Gualeguaychú entre Gral. Belgrano y Pte. Arturo Illia
- 11 - Gualeguaychú y Monte Caseros
- 12 - Ernesto Bavio entre Chile y Peatonal Gral. San Martín
- 13 - Carlos Pellegrini y Montevideo (Dirección Investigaciones P.E.R.)
- 14 - Carlos Pellegrini e Ituzaingó
- 15 - Carlos Pellegrini y Bvard. Perette
- 16 - Avda. Ejército y Juan Ramón Balcarce
- 17 - Avda. Ejército y J. M. Gutiérrez
- 18 - Avda. Ejército y Gral. Alvarado
- 19 - Gral. Alvarado y Cnel. Pirán (Centro de Educación Física N°5 - Polideportivo Ejército)
- 20 - Eva Duarte y 23 de Marzo
- 21 - Monseñor D'Andrea y San Carlos de Bariloche
- 22 - Vicente Quesada y 23 de Marzo
- 23 - J. M. Gutiérrez y Cnel. Martínez
- 24 - J. M. Gutiérrez y Andrés Lamas
- 25 - J. M. Gutiérrez y Selva de Montiel
- 26 - Selva de Montiel y Gral. Galán
- 27 - Gral. Galán y Los Talas
- 28 - Los Jacarandaes entre Zárate y Facundo
- 29 - Facundo y Los Chanas
- 30 - Los Chanas y San Antonio Gianelli
- 31 - Los Chanas y Luis Palma - Barrio Anacleto Medina Sur

## Combinaciones
- Plaza Alberdi (Calle Salta):
  - Líneas 6, 7, 9, 11, 22, 23
- Colón y Misiones:
  - Líneas 9, 16, 20, 22E
- La Rioja y La Paz:
  - Línea 2
- Plaza Alberdi (Calle La Rioja):
  - Línea 2
- Presidente Illia y Além:
  - Líneas 6, 22, 23
- Gualeguaychú y Monte Caseros:
  - Líneas 10